# Jerzy Graczyk
Jerzy Graczyk (ur. 5 grudnia 1927 w Płońsku) – polski urzędnik państwowy, wiceminister gospodarki materiałowej (1977–1981) i finansów (1981–1983).

## Życiorys
Z wykształcenia specjalista od zagadnień organizacji i zarządzania. Był wieloletnim radnym rad narodowych PRL, pełnił również obowiązki przewodniczącego Międzywojewódzkiej Izby Rzemieślniczej. W latach 80. sprawował funkcję prezesa Zarządu Wydawnictwa "Epoka". Przez lata związany z Płońskiem, który opisał w swojej książce Płońsk jaki pamiętam, ocalić od zapomnienia (2014).
Odznaczony m.in. Krzyżem Komandorskim Orderu Odrodzenia Polski.